# Marathi (langue)
Cette page contient des caractères d'alphasyllabaires indiens. En cas de problème, consultez Aide:Unicode.
Pour les articles homonymes, voir Marathi et Marathe (homonymie).
Le marathi ou marathe, मराठी (marāṭhī), est une langue indienne appartenant à la branche indo-aryenne de la famille des langues indo-européennes. Elle est parlée par environ 72 millions de locuteurs dans l’ouest et au centre de l’Inde, notamment au Maharashtra, dont elle est la langue régionale officielle. Elle s'écrit avec la devanagari. Elle fait partie des langues constitutionnelles de la République d'Inde.

## Répartition géographique
Le marathi est la langue officielle de l’État indien du Maharashtra. Cet État est d’ailleurs formé en 1960 avec des frontières sur base linguistique. Le marathi a aussi un statut officiel dans le territoire de Daman et Diu avec le konkani et le gujarati, et dans le territoire de Dadra et Nagar Haveli et Daman et Diu avec l’anglais, le gujarati et l’hindi. La langue officielle de l’État de Goa est le konkani, mais le marathi peut être utilisé avec l’administration. Le marathi est aussi parlé dans les États limitrophes du Maharashtra: Karnataka, Madhya Pradesh, Chhattisgarh, Gujarat et Telangana.
C'est une langue aussi présente parmi la diaspora indienne de par le monde. Les marathophones constituent une partie de la population indo-mauricienne.

### Situation hors du Maharashtra
Au Karnataka, le marathe est la langue majoritaire dans une vaste partie des régions de Belgaum, Bidar et Gulbarga, qui constituent la partie nord de l'État. La politisation du fait linguistique en Inde contemporaine, à la fois au Maharashtra voisin (régionalisme marathe, cristallisé par des partis tels que le Shiv Sena) et au Karnataka (régionalisme canarais), alimente de nombreuses tensions autour de ces régions disputées par certains mouvements politiques et culturels des deux États,. L'État du Telangana compte parmi ses habitants une importante population marathe résidant principalement dans le nord-ouest du territoire, vers la frontière avec le Maharashtra. À Goa, la communauté marathophone, assez nombreuse, a eue une influence historique considérable parmi la portion hindoue de la population locale. Le marathe y fut longtemps en concurrence avec le concanais ou Konkani pour être la langue littéraire voire véhiculaire des goanais hindous.
L'Empire marathe joua un grand rôle dans la propagation de cette langue hors de sa sphère d'influence originelle. Des populations locutrices du marathe se répandant avec l'avancée territoriale de cette entité. C'est notamment le cas au Madhya Pradesh, au Goudjarat et au Tamil Nadu.
Dans l’État du Madhya Pradesh, les locuteurs sont très nombreux et forment numériquement la première population de langue marathe hors du Maharashtra. Ils sont surtout concentrés autour des capitales des anciens royaumes et principautés marathes dans la région, telles que Gwalior, Indore, Dhar... Au Gujarat, la communauté marathophone s'est surtout accrue avec les expansions marathes au XVIIIe siècle, et de ce fait concentrée dans les régions de Baroda (Vadodara) et de Surate. Le Tamil Nadu abrite une population de locuteurs vivant traditionnellement dans les régions de Tanjore et d'Arcot (à Arni, Tiruvannamalai, Kanchipuram, etc.), un espace parmi les premières conquêtes marathes au XVIIe siècle.

## Écriture
Le marathi s’écrit aujourd’hui avec l’écriture devanagari. Les premiers écrits marathi proviennent du XIe siècle et sont des inscriptions sur pierre ou sur plats en cuivre. Du XIIIe siècle au milieu du XXe siècle, l’écriture modi est utilisée. Elle est très populaire aux XVIIe et XVIIIe siècles mais son enseignement n’est plus pratiqué depuis les années 1950, remplacée par le style balbodh (en) du devanagari depuis utilisé pour écrire le marathi.

## Phonologie
Les phonèmes du marathi sont similaires à ceux des autres langues indo-aryennes.

### Voyelles

#### Voyelles courtes
| Type     | Antérieures | Antérieures | Antérieures | Centrales | Centrales | Centrales | Postérieures | Postérieures | Postérieures |
| -------- | ----------- | ----------- | ----------- | --------- | --------- | --------- | ------------ | ------------ | ------------ |
| Fermées  | i           | इ           | i           |           |           |           | u            | उ            | u            |
| Moyennes | e           | ए           | e           | ə         | अ         | a         | o            | ओ            | o            |
| Ouvertes | (æ)         | अ‍ॅ           |             | a         | आ         | ā         | (ɒ)          | ऑ            |              |

Deux voyelles sont utilisées dans certains mots d’emprunt d'origine anglaise : /æ/ et /ɒ/.

#### Voyelles longues
| Type    | Antérieures | Antérieures | Antérieures | Postérieures | Postérieures | Postérieures |
| ------- | ----------- | ----------- | ----------- | ------------ | ------------ | ------------ |
| Fermées | iː          | ई           | ī           | uː           | ऊ            | ū            |

### Consonnes[7]
| Type               | Type       | Labiales | Dentales | Alvéolaires | Rétroflexes | Alvéolo- palatales | Vélaires | Glottales |
| ------------------ | ---------- | -------- | -------- | ----------- | ----------- | ------------------ | -------- | --------- |
| Nasales            | sonores    | m        | n̪        |             | ɳ           | (ɲ)                | (ŋ)      |           |
| Nasales            | murmurées  | mʱ       | n̪ʱ       |             | ɳʱ          |                    |          |           |
| Occlusives         | sourdes    | p        | t̪        | t͡s          | ʈ           | t͡ɕ~t͡ʃ              | k        |           |
| Occlusives         | aspirées   | pʰ       | t̪ʰ       | t͡s          | ʈʰ          | t͡ɕʰ~t͡ʃʰ            | kʰ       |           |
| Occlusives         | sonores    | b        | d̪        | d͡z          | ɖ           | d͡ʑ~d͡ʒ              | ɡ        |           |
| Occlusives         | murmurée   | bʱ       | d̪ʱ       | d͡z          | ɖʱ          | d͡ʑʱ~d͡ʒʱ            | ɡʱ       |           |
| Fricatives         | Fricatives |          |          | s           | ʂ           | ɕ~ʃ                |          | h~ɦ       |
| Spirantes          | sonores    | ʋ        |          | l           | ɭ           | j                  |          |           |
| Spirantes          | murmurée   | ʋʱ       |          | lʱ          |             | (jʱ)               |          |           |
| battues ou roulées | sonores    |          |          | ɾ           | ɺ̢           |                    |          |           |
| battues ou roulées | murmurées  |          |          | ɾʱ          |             |                    |          |           |